# زيل ميلر
زيل ميلر (بالإنجليزية: Zell Miller)‏ (و. 1932 – 2018 م) هو سياسي، وشخصية أعمال، وأستاذ جامعي، ومؤرخ أمريكي، ولد في يونغ هاريس، كان عضوًا في الحزب الديمقراطي، توفي في يونغ هاريس، عن عمر يناهز 86 عاماً، بسبب مرض باركنسون.

## مناصب
تولى منصب عضو مجلس الشيوخ الأمريكي ‏ (3 يناير 2003–3 يناير 2005)
- عضو مجلس الشيوخ الأمريكي  [لغات أخرى]‏ (3 يناير 2001–3 يناير 2003)[3]
- عضو مجلس الشيوخ الأمريكي  [لغات أخرى]‏ (24 يوليو 2000–3 يناير 2005)
- عضو مجلس الشيوخ الأمريكي  [لغات أخرى]‏ (24 يوليو 2000–3 يناير 2001)[3]
- حاكم جورجيا  [لغات أخرى]‏ (14 يناير 1991–11 يناير 1999)
- نائب حاكم جورجيا  [لغات أخرى]‏ (14 يناير 1975–14 يناير 1991)
- عضو  [لغات أخرى]‏ (1973–1975)[3]
- عضو مجلس ولاية جورجيا ‏ (1961–1964)
- عمدة (1959–1960)[3]

.

## التعليم
تعلم في جامعة جورجيا، وتحصل منها على ماجستير في الآداب (حتى 1958)، وتعلم في جامعة جورجيا، وتحصل منها على بكالوريوس في الفنون (حتى 1957)، وتعلم في Young Harris College ‏
.

## الخدمة العسكرية
خدم في قوات مشاة بحرية الولايات المتحدة (1953–1956).

## روابط خارجية
- زيل ميلر على موقع IMDb (الإنجليزية)
- زيل ميلر على موقع الموسوعة البريطانية (الإنجليزية)
- زيل ميلر على موقع إن إن دي بي (الإنجليزية)